# Leonardo da Vinci (sous-marin, 1939)
Pour les autres navires du même nom, voir Leonardo da Vinci (navire) et Leonardo da Vinci (sous-marin).
Le Leonardo da Vinci (numéro de fanion " LV ") est un sous-marin de la classe Marconi en service dans la Regia Marina pendant la Seconde Guerre mondiale.
Opérant dans l'Atlantique de septembre 1940 jusqu'à sa perte en mai 1943, il a obtenu le meilleur palmarès de tous les sous-marins non allemands de la Seconde Guerre mondiale avec un total de 120 243 tonneaux de navires civils et militaires coulés (17 navires).

## Caractéristiques
Les sous-marins de la classe Marconi déplaçaient 1 195 tonnes en surface et 1 490 tonnes en immersion. Ces sous-marins mesuraient 76,5 mètres de long, 6,81 mètres de large et 4,72 mètres de tirant d'eau. Ils avaient une profondeur de plongée opérationnelle de 90 mètres (275 pieds). Leur équipage comptait 57 officiers et hommes.d'équipage.
Pour la navigation de surface, les sous-marins étaient propulsés par deux moteurs diesel CRDA de 1 800 chevaux-vapeur (1 325 kW), chacun entraînant un arbre d'hélice. En plongée, chaque hélice était entraînée par un moteur électrique Marelli de 750 chevaux-vapeur (550 kW). Ils pouvaient atteindre 17,8 nœuds (33 km/h) en surface et 8,2 nœuds (15,2 km/h) en plongée. En surface, la classe Marconi avait un rayon d'action  de 10 500 nautiques  (19 500 km) à 8 nœuds (14,8 km/h), en plongée  elle avait un rayon d'action de 110 nautiques (203 km) à 3 nœuds (5,6 km/h) .
Les sous-marins étaient armés de 8 tubes lance-torpilles internes de 533 mm (4 à l'avant et 4 à l'arrière). Ils embarquaient 16 torpilles, 8 dans les tubes et 8 de réserve. Leur artillerie se composait d'un canon de 100 mm/47 cal. Modèle 1938, sur le pont en avant du kiosque pour le combat en surface. L'artillerie anti-aérienne était composée de deux mitrailleuses doubles Breda Model 1931 de 13,2 mm, sur l'arrière du kiosque.

## Construction et mise en service
Le Leonardo da Vinci est construit par le chantier naval Cantieri Riuniti dell'Adriatico (CRDA) de Monfalcone en Italie, et mis sur cale le 19 septembre 1938. Il est lancé le 16 septembre 1939. Il est achevé et entre en service le 5 mars 1940 dans la Regia Marina.

## Historique

### Opérations en 1940
Après la période d'entraînement nécessaire au sein du XXIIe Escadron de sous-marins basé à Naples, il a été décidé de l'envoyer dans l'Atlantique.
Le 22 septembre 1940, le sous-marin quitte Naples sous le commandement du capitaine de corvette Fernando Calfa. Cinq jours plus tard, il passe sans problème le détroit de Gibraltar, mais immédiatement après - le 28 septembre - il est soumis à une chasse anti-sous-marine par deux destroyers, mais s'en sort indemne.
Le 2 octobre, le sous-marin lance deux torpilles contre un grand croiseur auxiliaire (ancien paquebot de passagers), le Cilicia, mais les torpilles ne partent pas. Le da Vinci fait alors surface pour attaquer avec son canon avant mais il est repéré par le porte-avions britannique HMS Argus (I49) qui lui tire dessus, le forçant à plonger à nouveau. Le sous-marin a alors tenté d'attaquer le porte-avions mais il a dû battre en retraite à cause de l'attaque avec des grenades sous-marines déclenchée par des avions décollés du Argus,. Six jours plus tard, le da Vinci a lancé sans succès deux torpilles sur un transport armé, qui a pu s'éloigner grâce à sa plus grande vitesse,.
Le 12 octobre, il opère plus à l'est, où il a été informé par Betasom (le commandement des sous-marins italiens dans l'Atlantique) de la présence d'un important convoi, mais il n'a pas été repéré. De là, il part au large de Lisbonne à la recherche - du 21 au 27 octobre - d'un autre convoi d'environ 80 navires, mais les seules unités repérées sont neutres, à l'exception d'un destroyer non identifié qui n'a pas été attaqué,. Le da Vinci accoste à Bordeaux, siège de la base de Betasom, le 31 octobre 1940,.
Le 21 décembre, le sous-marin navigue vers l'ouest de l'Irlande, où il arrive au bout d'une semaine. Le 30 décembre, il reçoit la position du vapeur Bodnant, très endommagé, et se dirige vers lui pour l'achever, mais le signal est erroné et le navire n'est pas retrouvé (en fait, il pourra être remorqué en sécurité par un autre transport). Le 14 janvier 1941, il se déplace plus au nord dans l'espoir de repérer quelques navires, et le 16, il tire une torpille sur un destroyer : il le rate et est bombardé de grenades sous-marines, mais il reste indemne et rentre à Bordeaux le 20 janvier.

### Opérations en 1941
Le 3 avril commence la troisième mission atlantique, qui sera également menée dans les eaux irlandaises? Le 11 avril, le da Vinci arrive dans son propre secteur d'opérations et y reste inutilement jusqu'au 16 avril, date à laquelle il se déplace plus à l'ouest, mais ne trouve toujours pas de navires ennemis et le 27 avril commence sa navigation de retour, atteignant la base le 4 mai.
Le 18 juin, il quitte Bordeaux pour naviguer, cette fois, à l'ouest du détroit de Gibraltar, et le 10 juin, il remporte son premier succès. Il repère le pétrolier Auris (8 030 tonneaux de jauge brute), le poursuit et tire huit torpilles, dont la moitié touche le navire, l'envoyant au fond. Il n'y a pas eu d'autres observations et le da Vinci retourne à Bordeaux.
Le 15 septembre, il navigue à nouveau à l'ouest de Gibraltar et le 19, il subit une attaque aérienne infructueuse alors qu'il est à la poursuite d'un convoi. Il ne peut attaquer en raison de la mer agitée et doit se contenter de signaler la route et la vitesse du convoi à la base, en repartant le 24 septembre sur sa route de retour.
Le 6 octobre, le capitaine de corvette Luigi Longanesi Cattani prend le commandement du da Vinci et le 19 novembre, il navigue pour atteindre sa propre zone d'opérations à l'ouest des Açores, mais le 2 décembre, il doit faire demi-tour en raison d'une avarie, devant également renoncer à attaquer un convoi deux jours plus tard (il ne peut qu'indiquer sa position).

### Opérations en 1942
Le 28 janvier 1942, il entame sa septième mission, à destination d'une nouvelle zone d'opérations au nord-est des Antilles. Il y stationne du 13 au 16 février, puis navigue au large du Brésil où, le 25 février, il torpille le vapeur brésilien Cabedelo (3 557 tonneaux) à la position géographique approximative de 16° N, 49° O, sans aucun survivant,. Deux jours plus tard, il canonne et torpille le vapeur letton Everasma (3 644 tonneaux), le coulant à la position géographique approximative de 17° N, 48° O. Il rentre ensuite à sa base, terminant son voyage le 15 mars.
Le 9 mai, le da Vinci quitte Bordeaux pour naviguer entre Port Natal et Pernambuco. Onze jours plus tard, il reçoit cependant l'ordre de son commandement de se diriger vers la côte africaine. Le 2 juin, il aperçoit la grande goélette panaméenne Reine Marie Stuart (1 087 tonneaux) et l'abat au canon. Deux jours plus tard, il repère le bateau à moteur britannique Chile (6 956 tonneaux) et le coule la nuit suivante avec le lancement d'une seule torpille. Au coucher du soleil, le 10 juin, il frappe le navire à moteur néerlandais Alioth (5 483 tonneaux) avec une torpille, l'immobilisant, puis le coulant avec son canon. Un sort similaire est arrivé, trois jours plus tard, au vapeur Clan McQuarrie (6 471 tonneaux). Il regagne ensuite Bordeaux où il arrive le 1er juillet, après avoir également ravitaillé en carburant - le 20 juin - le sous-marin Giuseppe Finzi.
En juillet 1942, Junio Valerio Borghese étudie un projet très ambitieux, l'attaque par la Xe flottille MAS sur le port de New York aux États-Unis. Le da Vinci est choisi comme navire d'approche. Le sous-marin devait transporter un petit sous-marin de poche de type CA (le CA 2 a été envoyé par train à Bordeaux pour l'opération) à l'embouchure de l'Hudson dans un "puits" spécial créé à la place du canon avant. Le lieutenant de vaisseau Eugenio Massano a également été envoyé à Bordeaux par le commandant de la Xe flottille MAS Borghese; il devait conduire le petit sous-marin  classe CA avec à bord quelques « Uomini gamma » (plongeurs d'assaut) et 28 charges explosives de 20 à 100 kg, il se rendrait au port pour saper quelques navires.

Les travaux ont été effectués en août 1942 et en septembre, des tests ont été réalisés pour libérer le CA 2 du da Vinci sous la supervision du lieutenant de vaisseau Eugenio Massano. Les tests ont obtenu des résultats appréciables au cours desquels le da Vinci, lors d'une plongée à environ 12 mètres de profondeur, a réussi à libérer le petit CA 2 et à le récupérer. En fait, la récupération était une hypothèse très éloignée et il était déjà prévu que les membres du groupe Gamma auraient dû détruire l'engin à la fin de l'opération et atteindre ensuite le continent.
La mission sera reportée à la suite de la perte du da Vinci le 23 mai 1943, puis annulée après l'armistice quatre mois plus tard.
Le 7 octobre 1942, le da Vinci appareille avec un nouveau commandant, le lieutenant de vaisseau Gianfranco Gazzana-Priaroggia, pour atteindre la zone d'opérations au nord du Brésil. Le 2 novembre, il arrive dans son secteur (près du cap Saint Roque) et, au matin du même jour, torpille le vapeur Empire (7 009 tonneaux), l'immobilise puis le termine par des tirs d'artillerie. Dans la nuit suivante (entre le 2 et le 3 novembre), il lance six torpilles contre le vapeur américain armé Franz Hals (7 176 tonneaux), plongeant immédiatement après et entendant deux explosions; endommagé par une torpille, le navire ne coule pas et envoie un appel au secours après quoi le da Vinci est bombardé par un hydravion, en sortant cependant indemne.
Le 4 novembre, dans l'après-midi, le sous-marin aperçoit le vapeur grec Andreas (6 566 tonneaux), le poursuit, le bloque avec une torpille puis l'abat avec son canon. Puis le sous-marin se déplace plus au sud, à l'est de Recife, et là, le 9 novembre, torpille le bateau à moteur américain Marcus Whitman (7 176 tonneaux), l'immobilise puis le termine avec son canon. À ce moment, le da Vinci était à court de torpilles mais, deux jours plus tard, il réussit encore à couler le vapeur hollandais Veerhaven (5 291 tonneaux), en n'utilisant que son canon. Il commence alors sa navigation de retour, arrivant à Bordeaux le 6 décembre 1942 (après avoir fait le plein de 30 tonnes de fioul, le 30 novembre, à partir du sous-marin Enrico Tazzoli au large des îles Canaries).

### Opérations en 1943
Après une période de travail pour l'adapter à l'emport d'embarcations d'assaut (voir la section précédente sur la préparation de l'attaque de New York), le da Vinci part le 20 février 1943 pour sa dernière mission ; s'appuyant sur le sous-marin Giuseppe Finzi comme ravitailleur, il doit atteindre l'océan Indien,.

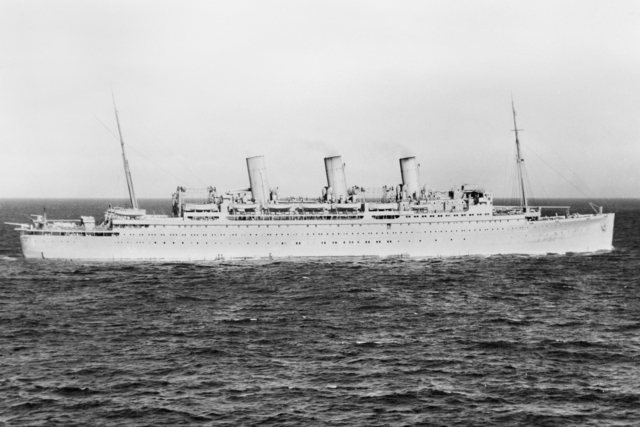
Le paquebot britannique Empress of Canada, coulé par le da Vinci.

Dans la matinée du 14 mars, il rencontre le paquebot britannique Empress of Canada (21 517 tonneaux), à 330 milles nautiques (612 km) au sud-ouest du cap Palmas (Liberia). Il lance trois torpilles avec ses tubes de poupe et deux des torpilles touchent le navire, qui coule. C'est le plus grand succès jamais obtenu par un sous-marin italien,. Le naufrage a cependant eu une conséquence tragique; sur les 1 892 personnes à bord du navire, outre un millier de soldats britanniques, il y avait environ 500 prisonniers italiens, qui constituaient la grande majorité des 395 victimes de la catastrophe. Dans l'après-midi du 19, il est informé par le Finzi - qui se trouve à proximité - de la présence d'un navire à vapeur, le Lulworth Hill (7 628 tonneaux), qui a échappé au Finzi. Le da Vinci le trouve et le frappe avec deux torpilles, l'envoie au fond à 700 milles nautiques (1 300 km) à l'ouest de l'Angola et récupère le seul survivant,. Dans la soirée, il rencontre le Finzi et reçoit 90 tonnes de fuel, 10 tonnes d'eau, 6 tonnes de pétrole, ainsi que des fournitures et trois torpilles,.
Le 5 avril, il entre dans l'océan Indien et atteint sa zone d'opérations, à environ 200 milles nautiques (370 km)  à l'est de Durban, ce qui marque le début de sa période la plus fructueuse. Le 17 avril, il torpille le vapeur néerlandais Sembilan (6 566 tonneaux) - transportant des munitions et les péniches de débarquement LCP 780 et LCP 782 de 9 à 11 tonnes chacune - qui explose et coule avec tout son équipage. Le lendemain, il canonne et torpille le vapeur américain Manaar (8 007 tonneaux), tandis que le 21, il coule, toujours avec canon et torpille, le navire à moteur John Drayton (7 177 tonneaux), lui aussi américain,. Il s'engage ensuite sur la route du retour, obtenant comme dernier résultat, le 25 avril, le naufrage du pétrolier anglais Doryssa (8 078 tonneaux), au large du cap des Aiguilles (avec cette attaque, les torpilles sont épuisées). Après cette série de naufrages, le 6 mai, avant de rentrer à la base, le lieutenant de vaisseau Gazzana Priaroggia reçoit un message dans lequel il est informé de sa promotion au grade de capitaine de vaisseau pour mérite de guerre,.
Le 22 mai, il envoie un message à la base pour l'informer qu'il allait commencer une navigation secrète, mais le lendemain il rencontre les convois WS 30 et KMF 15, à environ 300 milles nautiques (555 km) de Vigo. À environ 5 400 mètres, le destroyer HMS Active (H14) et la frégate HMS Ness (K219), appartenant aux escortes des deux convois, ont aperçu le da Vinci qui devait plonger. À 11h43, le Active lance une première charge sous-marine, puis le Ness passe trois fois sur la verticale du sous-marin en lançant à chaque fois des charges sous-marines, la dernière à 12h12. Deux explosions de profondeur sont détectées et peu après, des épaves, des bulles d'air, des nappes de pétrole et des restes humains sont découverts : le da Vinci a coulé avec tout son équipage.
Avec le da Vinci a coulé le commandant Gazzana Priaroggia (décoré de la médaille d'or de la valeur militaire), 7 autres officiers et 54 sous-officiers et marins.
Le sous-marin avait effectué un total de douze missions de guerre (une en Méditerranée et onze dans l'Atlantique), couvrant un total de 66 637 milles nautiques (123 400 km) en surface et 3 261 milles nautiques (6 040 km) sous l'eau.

## Navires coulés
| Patrouille | Date             | Navire              | Nationalité | Tonnage | Notes                                                                             |
| ---------- | ---------------- | ------------------- | ----------- | ------- | --------------------------------------------------------------------------------- |
| 4e         | 28 juin 1941     | Auris               | Royaume-Uni | 8 030   | Pétrolier; 27 survivants d'un équipage de 59                                      |
| 6e         | 26 février 1942  | Cabedello           | Brésil      | 3 557   | Cargo; pas de survivants                                                          |
| 6e         | 28 février 1942  | Everasma            | Lettonie    | 3 644   | Cargo du convoi TAW 12 torpillé à la position 16° 00′ N, 49° 00′ O; 15 survivants |
| 7e         | 2 juin 1942      | Reine Marie Stewart | Panama      | 1 087   | Goélette                                                                          |
| 7e         | 7 juin 1942      | Chile               | Danemark    | 6 956   | Cargo; 39 survivants d'un équipage de 44                                          |
| 7e         | 10 juin 1942     | Alioth              | Pays-Bas    | 5 483   | Cargo; 8 survivants d'un équipage de 36                                           |
| 7e         | 13 juin 1942     | Clan Macquarrie     | Royaume-Uni | 6 471   | Charbonnier; 1 tué d'un équipage de 90                                            |
| 8e         | 2 novembre 1942  | Empire Zeal         | Royaume-Uni | 7 009   | Cargo                                                                             |
| 8e         | 5 novembre 1942  | Andreas             | Grèce       | 6 566   | Cargo                                                                             |
| 8e         | 10 novembre 1942 | Marcus Whitman      | USA         | 7 176   | Liberty ship; pas de victimes                                                     |
| 8e         | 11 novembre 1942 | Veerhaven           | Pays-Bas    | 5 291   | Cargo; pas de victimes                                                            |
| 9e         | 13 mars 1943     | Empress of Canada   | Canada      | 21 517  | Transport de troupes; 392 tués sur 1 800 à bord                                   |
| 9e         | 18 mars 1943     | Lulworth Hill       | Royaume-Uni | 7 628   | Cargo                                                                             |
| 9e         | 17 avril 1943    | Sembilan            | Pays-Bas    | 6 566   | Cargo                                                                             |
| 9e         | 18 avril 1943    | Manaar              | Royaume-Uni | 8 007   | Cargo                                                                             |
| 9e         | 21 avril 1943    | John Drayton        | USA         | 7 177   | Liberty ship                                                                      |
| 9e         | 25 avril 1943    | Doryssa             | Royaume-Uni | 8 078   | Pétrolier; 11 survivants d'un équipage de 54                                      |
| Total:     | Total:           | Total:              | Total:      | 120 243 |                                                                                   |